# Ambesisika
Ambesisika est une commune rurale malgache située dans la partie sud de la région de Boeny.

## Historique
En 2015, la Commune urbaine d’Ambato Ambarimay a été subdivisée en deux communes distinctes: la Commune urbaine d’Ambato-Boeny et la Commune rurale d’Ambesisika.

## Actions de développement
En 2017, l'Association Institut Régional de Coopération Développement “IRCOD” met en œuvre, dans le cadre de l'initiative Objectif 2030, le projet "Adduction d'eau potable à Ambesisika (Madagascar)".